# تمایز
تمایز  (به انگلیسی: Differentiation) دلالت دارد بر: 
- فرایند جدا، تفکیک و تخصصی شدن؛ به دست آوردن صورت ها و کارکردهای اختصاصی
- در زیست‌شناسی معنی این اصطلاح عبارت است از فرایند ناهمانند شدن از طریق ایجاد اصلاح یا تغییر خاصه برای کارکرد یا منظوری خاص.